# Бота, Луис
Лу́ис Бо́та (африк. Louis Botha; 27 сентября 1862, Грейтаун — 27 августа 1919, Претория) — бурский военный и политический деятель, дипломат.

## Биография
По отцу французского, по матери голландского (бурского) происхождения.
В 1884 году возглавлял отряд добровольцев, участвовавший в гражданской войне между зулусами на стороне Динузулу. В 1897 году избран депутатом в парламент Южно-Африканской республики (республики Трансвааль), где принадлежал к либеральной партии.

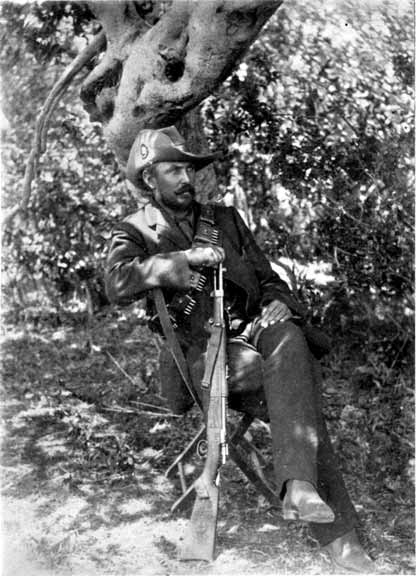
Луис Бота

Когда началась война с Англией, принял в ней участие в качестве адъютанта генерала Лукаса Мейера; отличился в целом ряде битв, в частности, в знаменитом сражении при Коленсо. После смерти главнокомандующего Жубера (27 марта 1900 года) был назначен главнокомандующим трансваальских войск.
Стратегический талант он обнаружил в битвах при Бельфасте и Дальманута, где он сражался с успехом, несмотря на значительный численный перевес английских войск. Обладая и организаторским талантом, он находил возможным пополнять убыль в войсках все новыми и новыми силами. Мирные условия, предложенные Англией в феврале 1901 года, Бота признал неприемлемыми и упорно продолжал войну; но когда пришлось обратить её в войну партизанскую, он стал настаивать на заключении мира.
После заключения мира в 1902 году Бота подчинился английскому владычеству, но стал одним из крупных деятелей бурской оппозиции. Во время поездки по Европе вёл переговоры с президентом Франции и английским королём Эдуардом VII, добиваясь средств на восстановление Южной Африки. В мае 1905 года, когда была провозглашена трансваальская конституция, Бота выступил с решительным протестом против неё. Тем не менее, по этой конституции он был в 1907 году избран первым премьером Трансвааля, а в 1910 году — первым премьером Южно-Африканского Союза. Бота не оказал подобающей поддержки движению за равноправие языка африкаанс с английским.
Во время Первой мировой войны Бота действовал в Африке в качестве английского генерала: он подавил Восстание Марица, поддерживаемое Германией, и в 1915 году завоевал Германскую Юго-Западную Африку (ныне Намибия). В начале июля 1915 года немцы капитулировали.
В 1919 году в качестве представителя ЮАС участвовал в Парижской мирной конференции, где добился передачи всей Юго-Западной Африки в подмандатное управление ЮАС. Тогда же, как глава специальной военной комиссии, безуспешно пытался выступить посредником в польско-украинской войне, предложив демаркационную линию между Польшей и Западно-Украинской Народной Республикой (предложение было отвергнуто Польшей в мае 1919 года).
Заболев испанским гриппом, Луис Бота умер 27 августа 1919 года в Претории от сердечного приступа.

## Память
- В честь Луиса Боты назван астероид (1354) Бота.